# مرغابی بال‌سفید
مرغابی بال‌سفید (نام علمی: Cairina scutulata) نام یک گونه از تیره اردکیان است.